# رابرت یرکس

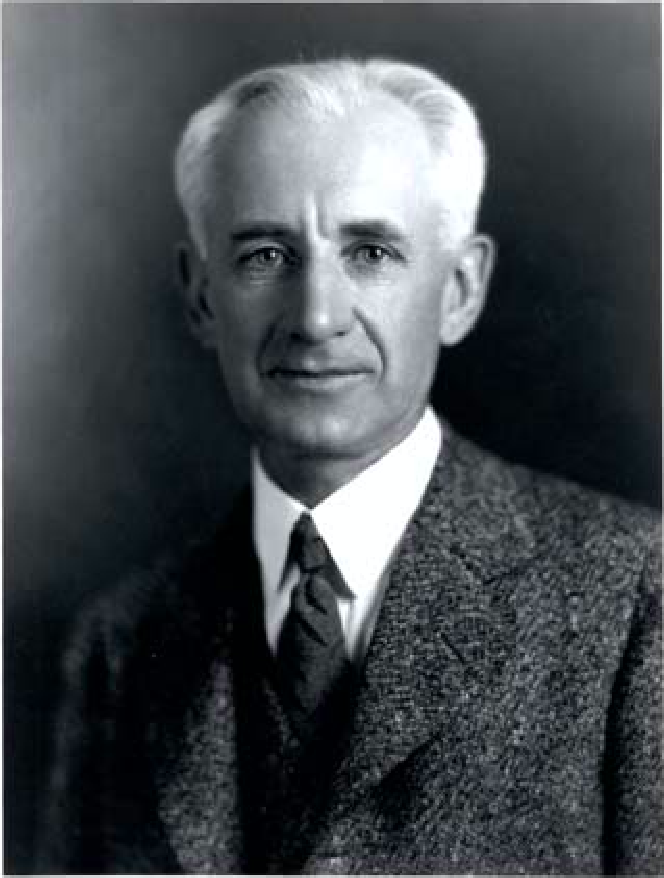
پرترهٔ رابرت یرکس - روان‌شناس اهل آمریکا

رابرت یرکس (به انگلیسی: Robert Mearns Yerkes)؛ (۱۸۷۶ – ۱۹۵۶) روان‌شناس آمریکایی بود.

## فعالیت
عمده فعالیت و شهرت رابرت یرکیز به سبب کارهای زیر است؛
1. اختراع وسایل آزمایشگاهی متعدد به منظور مطالعه مقایسه‌ای رفتار حیوان
2. نخستین تحقیق در غریزه پرخاشگری گربه
3. عرضه قانون Yerkes-Donson
4. نظارت بر اجرای تست هوشی در جنگ جهانی اول
5. تحقیقات ارزنده دربارهٔ شامپانزهها و گوریلها در آزمایشگاه خود در ییل (Yale)